# Кіндрат Дмитро Іванович
Дмитро Іванович Кіндрат (позивний Кіндер; 21 жовтня 1997, Черніїв — 18 травня 2022, Яковлівка) — старший солдат ЗСУ, заступник командира БМП, навідник-оператор 14 ОМБб. Учасник російсько-української війни.

## Життєпис
Народився 21 жовтня 1997 року в селі Черніїв Івано-Франківської області. Навчався в Івано-Франківському професійному будівельному ліцеї за фахом муляра, електрозварювальника ручного зварювання 3-го розряду.
У 18 років пішов на військову службу за контрактом до Збройних Сил України. Брав участь в АТО/ООС на Донбасі. За час служби неодноразово був нагороджений грамотами та відзнаками. На момент повномасштабної війни служив на посаді заступника командира бойової машини-навідника-оператора 14-ї окремої механізованої бригади імені князя Романа Великого. З перших днів вторгнення брав участь в обороні України від окупантів.
Загинув 18 травня 2022 року в селі Яковлівка на Донеччині. Похований у рідному селі.
У нього залишилися мати, сестра та двоє племінників.

## Нагороди
- Орден «За мужність» ІІІ ступеня (30 червня 2022, посмертно) — за особисту мужність і самовіддані дії, виявлені у захисті державного суверенітету та територіальної цілісності України, вірність військовій присязі[2]